# Loi d'orientation des mobilités
Lire en ligne

Texte de la loi sur Légifrance

La loi d'orientation des mobilités (LOM) est une loi française promulguée le 24 décembre 2019, annoncée pour être une loi structurante comme l'est la Loi d'orientation des transports intérieurs (LOTI) votée en 1982. 

## Projet de loi
Faisant suite aux Assises nationales de la mobilité organisées à l’automne 2017, le projet de loi a été présenté par le ministre de l’Écologie François de Rugy et la ministre des Transports Élisabeth Borne au Conseil des ministres le 26 novembre 2018,, dans le contexte du mouvement des Gilets jaunes protestant notamment contre le coût des transports,.
Selon les attendus du Gouvernement, ce projet doit répondre à quatre grands défis et bouleversements :
- « le manque de solutions dans de nombreux territoires, qui entretient un sentiment d’assignation à résidence » ;
- « l'urgence environnementale et climatique, qui appelle à changer nos comportements » ;
- « les impasses d’une politique d’infrastructures tournée vers les grands projets et non financée depuis des décennies » ;
- « une révolution de l'innovation et des pratiques, qui constitue une formidable opportunité ».

1. Apporter partout des solutions pour sortir de la dépendance à la voiture individuelle en se donnant pour objectif de lui donner des alternatives. La loi doit simplifier l’exercice de la compétence mobilité par les collectivités territoriales, qui pourront mettre en place des solutions plus simples et mieux adaptées : covoiturage, autopartage, transport à la demande, etc. Elle renforcera la coordination entre autorités organisatrices de transports pour faciliter le parcours des voyageurs, ainsi que l’implication des employeurs et des usagers, avec la création de comités des partenaires. La loi doit favoriser les déplacements des personnes handicapées en améliorant leur information sur les parcours accessibles et en garantissant des tarifs réduits à leurs accompagnateurs[2].
2. Pour accélérer le développement des nouvelles solutions de mobilités, la loi doit favoriser l'open data des offres de mobilité afin que l'usager soit informé des différentes solutions de mobilité pour son trajet, y compris les véhicules autonomes. La loi précisera les règles relatives aux nouveaux services de mobilités (trottinettes en libre-service, vélos ou scooters sans station), en dotant les autorités organisatrices de créer des cahiers des charges pour leurs opérateurs[2].
3. Pour réussir la transition écologique, le projet de loi doit contribuer aux objectifs de réduction des gaz à effets de serre que la France s'est fixée dans le cadre de l'Accord de Paris sur le climat. Pour encourager les mobilités actives et partagées, un « forfait mobilité durable » sera créé, permettant aux employeurs de verser annuellement jusqu’à 400 euros exonérés de charges et d'impôts, aux salariés ayant recours au vélo ou au covoiturage pour leurs déplacements domicile-travail et inscrira dans la loi dispositions du plan vélo présenté par le Gouvernement en septembre 2018. La loi doit favoriser le développement des ventes de voitures électriques d’ici 2022 et se fixe pour objectif de stopper la vente de voitures émettant des gaz à effet de serre en 2040, en fixant un cadre pour la création de nouvelles infrastructures de recharge. Le déploiement de zones à faibles émissions doit être amplifié pour lutter contre la pollution de l'air dans les métropoles[2].
4. La loi entend revoir la programmation des infrastructures, en revenant sur certains projets. L'augmentation des investissements de l’État annoncés de 13,4 milliards d’euros sur cinq ans, soit une augmentation revendiquée de 40 % par rapport au quinquennat précédent, doit reprendre les programmes prioritaires élaborés sur la base des propositions du conseil d’orientation des infrastructures : l’entretien et la modernisation des réseaux routiers, ferroviaires et fluviaux ; la désaturation des grands nœuds ferroviaires ; le désenclavement routier des villes moyennes et des territoires ruraux et le développement des mobilités propres et partagées au quotidien ; et enfin le report modal dans le transport de marchandises[2].

Enfin, ce projet de loi portera une réforme du permis de conduire, pour en réduire le coût et le délai d’obtention.
Les péages urbains évoqués dans l'avant-projet de loi sont abandonnés. Initialement prévu pour mai 2018 avec 200 articles, le projet de loi n'est déposé en conseil des ministres que le 26 novembre 2018 avec une cinquantaine d'articles.
L'État s’engage à investir 13,4 milliards d’euros dans les mobilités de 2018 à 2022, dont 51 % sont dévolus au ferroviaire, à quoi il faut ajouter 3,6 milliards investis chaque année par la SNCF dans son réseau. Aucune grande infrastructure ferroviaire majeure n'étant prévue hormis des amorces de lignes nouvelles comme Bordeaux-Toulouse ou Montpellier-Perpignan, l'essentiel des financements ira à la modernisation du réseau existant.
Le 18 octobre 2018, au salon Autonomy à Paris, la ministre des transports et le secrétaire d’État chargé du numérique Mounir Mahjoubi précisent le calendrier de l'open data des opérateurs de transport. Avant le début d'année 2019, il s'agira d'ouvrir les données théoriques des services d'information multimodales (SIM) « qui sont déjà riches grâce au travail de collecte des régions et métropoles, ainsi que d'ouvrir les données des grands opérateurs non intégrés dans tous les SIM ». Les données en temps réel devront être ouvertes dans un second temps au cours de l'année 2019. La collecte des données d'accessibilité doit être renforcée.
Avec la nouvelle loi, les autorités organisatrices de mobilités (ex-AOT) seront dotées de nouvelles prérogatives. La loi imposera la couverture totale du territoire par ces AOM alors que les AOT concernent essentiellement les grandes agglomérations. Toutes les collectivités locales, quelle que soit leur taille, pourront alors se saisir de cette compétence et mettre en place une taxe sur les entreprises (« versement transport ») pour financer cette mission. À défaut de prise en charge par les villes ou EPCI, cette compétence échouera aux conseils régionaux. Les AOM doivent désormais veiller dans un délai de deux ans à l'existence de services d'information multimodale sur les services de transport et de mobilité permettant de se renseigner sur les offres et d'acheter un accès aux transports en commun, mais aussi de réserver des VTC, covoiturages et autopartages, ou encore de trouver des places de stationnement. Le « forfait mobilité durable » permettant aux employeurs de verser annuellement jusqu’à 400 euros aux salariés pourra favoriser le développement du vélo, mais est également autorisé pour le covoiturage, répondant ainsi au lobbyisme des sociétés de ce secteur, qui pourront également nouer des partenariats plus étroits avec les collectivités pour diminuer l'usage individuel de la voiture. La loi autorise les autorités organisatrices de mobilités à réserver des voies de circulation et des places de stationnement attitrées au covoiturage (véhicules transportant au moins deux personnes). Enfin, l'ensemble des taxis pourraient être référencés sur la plateforme d’État afin d'indiquer en temps réel sur une carte leur localisation aux clients potentiels.

### Débats
De manière inédite, le Gouvernement lance en janvier 2018 un appel d’offres, remporté par le cabinet d'avocats international Dentons, visant à sous-traiter à une entreprise privée la rédaction de « l'exposé des motifs » du projet de loi et l'étude d'impact de la loi.

### Régulation du secteur aérien
Le Conseil de défense écologique annonce le 9 juillet 2019 de nouvelles « contributions » pour financer des infrastructures écocompatibles : les vols au départ de la France seront taxés de 1,50 euro en classe économique sur les vols intérieurs et intra-européens (9 euros pour la classe affaires) et de 3 euros pour les vols en classe économique hors Union européenne (18 euros pour la classe affaires), soit de 3 % à 10 % du prix moyen d'un billet en France ; seuls les vols vers la Corse, vers l'Outre-Mer et les vols en correspondance seront exemptés. Selon la ministre des transports Élisabeth Borne, cette contribution devrait rapporter 180 millions d’euros à partir de 2020, entièrement consacrés aux investissements dans des infrastructures de transports « plus écologiques » dans le ferroviaire et la route. Par ailleurs, le remboursement partiel dont bénéficie le transport routier de marchandises sur le gasoil sera réduit de deux centimes par litre, soit une contribution de 140 millions d’euros en année pleine. Ces montants contribueront à financer la loi d'orientation des mobilités.

## Contenu de la loi
Parmi les mesures phares prévues par la loi figurent :
- la mise en place de zones à faibles émissions (ZFE) ;
- la remise en état des réseaux ferroviaire et routier ;
- un forfait mobilités durables, jusqu’à 400 €/an, pour aller au travail en vélo ou en covoiturage ;
- un plan pour développer le covoiturage ;
- un plan vélo pour tripler sa part dans les déplacements d'ici 2024, en la faisant passer de 2,7 % aujourd'hui à 9 % en 2024 (ce plan a été présenté le 14 septembre 2018) et introduisant dans la législation le schéma national des véloroutes[13] ;
- l’objectif de multiplier par 5 d'ici 2022 des points de recharge publics pour les véhicules électriques ;
- l'obligation, d'ici 2025, de prééquiper de bornes de recharge électrique dans tous les parkings de plus de 10 places neufs ou rénovés ;
- l'obligation, d'ici 2025, d'équiper tous les parkings de plus de 20 places des bâtiments non résidentiels (bâtiments tertiaires donc).

La loi contient également des dispositions sur la voie réservée aux véhicules à occupation multiple, sur la voiture autonome, sur l'accès des sociétés d’assurance au système de stockage de données pour la conduite automatisée et sur la station de recharge.
Un décret publié en 2021 dans le cadre de l’application de la loi d’orientation des mobilités ouvre la possibilité de privatiser des sections de routes nationales.

## Application de la loi
Les articles de lois entrent en vigueur selon l'article, par exemple en janvier, mars ou décembre 2021 ou en 2022.
L'entrée en vigueur du contrôle du nombre d'occupants par vidéoverbalisation assistée est prévue en 2020, les dispositifs de contrôle automatisé intégral pour 2021.
La loi d'orientation des mobilités prévoit des quotas d'achats de véhicules à faibles émissions (100 % électriques et hybrides rechargeables) pour toutes les entreprises possédant plus de 100 véhicules légers (voitures et utilitaires), lors du renouvellement de leurs flottes. Fixé à 10 % en 2022 et 2023, ce quota passe à 20 % entre 2024 et 2026, à 40 % entre 2027 et 2029, et à 70 % à partir de 2030. Plus de 3 700 entreprises sont concernées : des grands groupes, des loueurs de courte durée et des sociétés de leasing (y compris aux particuliers). Ils ont immatriculé 1,4 million de véhicules neufs légers en 2024 (1,1 million de voitures et 280.000 utilitaires), soit 66 % des ventes en France. Or, selon une étude publiée le 19 février 2025 par l'ONG Transport & Environnement (T & E), 75 % des entreprises concernées ne respectent pas leurs obligations d'achat de véhicules électriques : en 2024, les voitures électriques n'ont représenté que 12 % de leurs achats de voitures neuves, contre 20 % chez les particuliers. La Poste a acheté 69 % de véhicules électriques, suivie par Orange (41 %), Vinci (27 %) et Bouygues (28 %). Mais la SNCF n'est qu'à 6 %. Parmi les sociétés de leasing, Crédit Agricole est en tête (36 % de VE et 6 % d'hybrides) tandis que le groupe BPCE  n'est qu'à 8 % et 6 %. Les députés Gérard Leseul (PS) et Jean-Marie Fiévet (EPR) viennent de déposer une nouvelle proposition de loi prévoyant notamment d'instaurer des sanctions en cas de non-respect de ces obligations.